# Palazzo Estévez
Il Palazzo Estévez (in spagnolo: Palacio Estévez) è una delle sedi della potere esecutivo dell'Uruguay. È situata nella piazza principale di Montevideo, plaza Independencia, e fu dal 1880 al 1985 la principale sede degli uffici della presidenza della Repubblica Orientale dell'Uruguay.

## Storia
Nel 1873 un uomo d'affari di Buenos Aires d'origine galiziana, Francisco Candelario Estéves, commissionò all'architetto Manoel de Castel la costruzione di una palazzina che, secondo le volontà del suo committente, avrebbe dovuto consentire a quanti vi si affacciavano dai suoi balconi di ammirare il porto. De Castel progettò così un edificio, terminato nel maggio 1874, di due piani e che combinava una serie di elementi architettonici neoclassici e coloniali. Estéves occupò con la sua famiglia il secondo piano, i locali del primo piano furono affittati al Consolato italiano mentre quelli del pianoterra furono adibiti ad attività commerciali.
Con la bancarotta di Estéves nel 1878 lo stabile fu acquisito dal Banco de Londres y Río de la Plata che a sua volta lo vendette per $130.000 allo Stato uruguaiano. Scelta dal presidente Lorenzo Latorre come sede del governo, il Palazzo Estévez andò così incontro ad una serie di lavori di adattamento diretti dall'ingegner Alberto Capurro. Fu aggiunto il frontone triangolare con lo stemma dell'Uruguay, allargati gli interni e modificato l'ingresso e gli scaloni.
L'edificio restaurato fu solennemente inaugurato dal presidente Francisco Antonio Vidal il 25 agosto 1880 in occasione dell'arrivo a Montevideo dalla Francia dei resti del Libertador José de San Martín.
Con la fine della dittatura militare nel 1985, il presidente Julio María Sanguinetti stabilì il trasferimento degli uffici della presidenza e del governo presso l'Edificio Libertad. Tra il 1987 ed il 1989 il Palazzo Estévez fu restaurato sul progetto dell'architetto Enrique Benech e dell'artista Manuel Espínola Gómez. Dal 1999 ospita il Museo de la Casa de Gobierno. Con un decreto della Presidenza della Repubblica del 14 settembre 2009 il palazzo, già conosciuto come Edificio Independencia, è stato ufficialmente ribattezzato Edificio José Artigas, in omaggio all'eroe nazionale uruguaiano.